# Jalil Elías
Jalil Juan José Elías (Rosario, Provincia de Santa Fe, Argentina; 25 de abril de 1996) es un futbolista argentino-sirio. Juega como mediocampista central y su primer equipo fue Newell's Old Boys. Actualmente milita en Tigre de la Liga Profesional.

## Estadísticas
- Actualizado al 15 de diciembre de 2024

### Clubes
| Club                  | Div.                | Temporada           | Liga | Liga | Copa Nacional | Copa Nacional | Copa Internacional | Copa Internacional | Total | Total |
| Club                  | Div.                | Temporada           | PJ   | G    | PJ            | G             | PJ                 | G                  | PJ    | G     |
| --------------------- | ------------------- | ------------------- | ---- | ---- | ------------- | ------------- | ------------------ | ------------------ | ----- | ----- |
| Newell's Argentina    | 1.ª                 | 2015                | 1    | 0    | 0             | 0             | -                  | -                  | 1     | 0     |
| Newell's Argentina    | 1.ª                 | 2016                | 9    | 0    | 0             | 0             | -                  | -                  | 9     | 0     |
| Newell's Argentina    | 1.ª                 | 2016/17             | 14   | 0    | 1             | 1             | -                  | -                  | 15    | 1     |
| Newell's Argentina    | 1.ª                 | 2017/18             | 4    | 0    | 1             | 0             | -                  | -                  | 5     | 0     |
| Newell's Argentina    | Total               | Total               | 28   | 0    | 2             | 1             | -                  | -                  | 30    | 1     |
| Godoy Cruz Argentina  | 1.ª                 | 2017/18             | 14   | 0    | 0             | 0             | -                  | -                  | 14    | 0     |
| Godoy Cruz Argentina  | 1.ª                 | 2018/19             | 20   | 0    | 4             | 0             | 6                  | 0                  | 30    | 0     |
| Godoy Cruz Argentina  | 1.ª                 | 20                  | -    | -    | 12            | 0             | -                  | -                  | 12    | 0     |
| Godoy Cruz Argentina  | Total               | Total               | 34   | 0    | 16            | 0             | 6                  | 0                  | 56    | 0     |
| Unión Argentina       | 1.ª                 | 2019/20             | 21   | 1    | 2             | 0             | 2                  | 0                  | 25    | 1     |
| Unión Argentina       | Total               | Total               | 21   | 1    | 2             | 0             | 2                  | 0                  | 25    | 1     |
| San Lorenzo Argentina | 1.ª                 | 2021                | 11   | 0    | 15            | 1             | 6                  | 0                  | 32    | 1     |
| San Lorenzo Argentina | 1.ª                 | 2022                | 24   | 1    | 9             | 0             | -                  | -                  | 33    | 1     |
| San Lorenzo Argentina | 1.ª                 | 2023                | 25   | 3    | 16            | 0             | 10                 | 0                  | 51    | 3     |
| San Lorenzo Argentina | Total               | Total               | 60   | 4    | 40            | 1             | 16                 | 0                  | 116   | 5     |
| Johor Malasia         | 1.ª                 | 2024                | 1    | 0    | -             | -             | -                  | -                  | 1     | 0     |
| Johor Malasia         | Total               | Total               | 1    | 0    | -             | -             | -                  | -                  | 1     | 0     |
| Vélez Argentina       | 1.ª                 | 2024                | 16   | 0    | 3             | 0             | -                  | -                  | 19    | 0     |
| Vélez Argentina       | Total               | Total               | 16   | 0    | 3             | 0             | -                  | -                  | 19    | 0     |
| Tigre Argentina       | 1.ª                 | 2025                | 0    | 0    | 0             | 0             | -                  | -                  | 0     | 0     |
| Tigre Argentina       | Total               | Total               | 0    | 0    | 0             | 0             | -                  | -                  | 0     | 0     |
| Total en su carrera   | Total en su carrera | Total en su carrera | 160  | 5    | 63            | 2             | 24                 | 0                  | 247   | 7     |

### Selección
| Selección                                  | Año                 | Amistosos | Amistosos | Asia(1) | Asia(1) | Mundial | Mundial | Total | Total |
| Selección                                  | Año                 | PJ        | G         | PJ      | G       | PJ      | G       | PJ    | G     |
| ------------------------------------------ | ------------------- | --------- | --------- | ------- | ------- | ------- | ------- | ----- | ----- |
| Absoluta Siria                             |                     |           |           |         |         |         |         |       |       |
| 2024                                       | -                   | -         | 8         | 0       | -       | -       | 8       | 0     |       |
| Total                                      | -                   | -         | 8         | 0       | -       | -       | 8       | 0     |       |
| Total en su carrera                        | Total en su carrera | -         | -         | 8       | 0       | -       | -       | 8     | 0     |
| (1) Incluye Copa Asiática y Eliminatorias. |                     |           |           |         |         |         |         |       |       |

## Palmarés
| Título           | Club            | País      | Año  |
| ---------------- | --------------- | --------- | ---- |
| Liga Profesional | Vélez Sarsfield | Argentina | 2024 |